# Великий драматичний театр імені Г. О. Товстоногова
ВДТ імені Товстоногова, або Великий драматичний театр імені Товстоногова (рос. Большой драматический театр имени Г. А. Товстоногова) — драматичний театр у місті Санкт-Петербург, заснований 1919 року.

## Театр Суворіна як початок

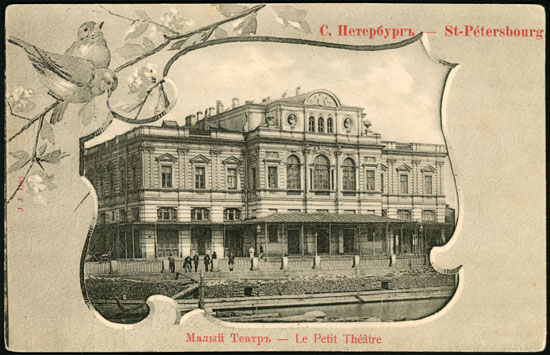
Старовинна поштівка

Театр починався не на порожньому місці. Споруду для театральних вистав вибудували за проектом Л. Фонтана 1878 року в добу панування історичних стилів. Але театр не мав постійної трупи і не давав тоді регулярних вистав до 1895 року. Регулярні вистави розпочалися з 1895 року, коли споруду орендувало Літературно-художнє товариство. З комерційною метою товариство було створене Олексієм Суворіним ((1834—1912), Петром Гнедичем (1855—1925) та П. Ленським.
Суворін з часом став і власником споруди, а Петро Гнедич керував його репертуаром до 1901 року, коли перейшов на працю у Александрінський театр на Невському проспекті. Первісна назва театру — Малий. У побуті існувала і друга його назва — Суворінський, театр Суворіна. 1912 року, по смерті старого на той час Олексія Сергійовича Суворіна театр почав носити його ім'я офіційно. Після більшовицького перевороту 1917 року — театр Суворіна перейшов новій владі.

## ВДТ імені Горького

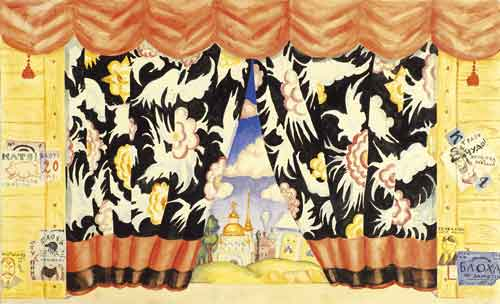
ВДТ, Б. М. Кустодієв. Ескіз театральної завіси до вистави «Блоха» Замятіна, 1926 рік

Щуко В. О. Ескіз декорації до вистави ВДТ «Дон Карлос», 1919 рік

Політизація суспільства після бурхливих подій 1917-1918 рр. досягла якогось високого щаблю і створила уяву про розбурханий і вкрай нестабільний світ. У театральному мистецтві Петербурга розпочалися пошуки виходу з нестабільності, виділились два напрямки. Один уособлювала авангардна вистава «Містерія-буфф», створена Володимиром Маяковським, Всеволодом Мейєрхольдом і Казимиром Малевичем 1919 р.
Але Петербург залишався культурним центром і другий напрямок рахувався з культурним надбанням світової культури. Низка театральних діячів виходом із нестабільності вважала звернення до класичної драматургії, де вже були пережиті і проаналізовані базові аспекти влади, проблеми совісті, волі і неволі, християнської культури, двозначності людської свідомості тощо. Цей напрям був зрозумілим і через існування у місті товариства «Світ мистецтва» з його ретроспективізмом, серйозним вивченням культурного спадку минулого (західноєвропейського і російського) і розвиненою театральною культурою.
Актор колишнього Імператорського Александрінського театру Ю. М. Юрьев 1918 року на власні кошти створив Театр трагедії, де поставили відразу дві класичні вистави — «Цар Едіп» та «Макбет». Режисер і актор того ж Александрінського театру А. Н. Лаврентьєв створив Театр художньої драми, де йшли драми староіспанських авторів. Наприкінці 1918 року обидва театри увійшли до складу організованого Великого Драматичного театру.
Його натхненником і теоретиком призначили письменника Максима Горького. Діяльною помічницею у створенні нового театру була і його громадянська дружина, акторка, на той час комісар петроградських театрів і видовищ Андрєєва Марія Федорівна (1878—1953). Перший сезон у новоорганізованому театрі теж відкрила вистава класичного репертуару «Дон Карлос».
1920 року Великому Драматичному театру віддали під експлуатацію споруду колишнього театру Суворіна.

## Випробування раннього періоду (1919—1934рр.)
З квітня 1919 року головою Директорії (художньої наради) Великого Драматичного театру призначили російського поета Олександра Блока Головним ідеологом театру призначили Максима Горького, якого більшовицький уряд позиціонував як пролетарського письменника.
Культура як галузь державного життя перебувала у вкрай нестабільному стані. Більшовицька влада робила усе можливе і неможливе, аби утримати владу у власних руках, йшла громадянська війна, у щоденну практику був запроваджений червоний терор. У мистецтві на перші позиції вийшли агресивні, спрощені і авангардні тенденції. Риси спрощеності і огрубілості прийшли і у першу скульптуру радянського періоду, і у театральне декоративно-декораційне мистецтво.
Прихід у ВДТ відомих митців товариства «Світ мистецтва» трохи пригальмував прихід авангардизма у театральну естетику. Тут працюють Бенуа Олександр Миколайович, Добужинський Мстислав Валеріанович, Лансере Євген Євгенович, Кустодієв Борис Михайлович.
Вони працюють на повну потужність власного обдарування, але дочекаються докорів у невідповідності вимогам новій сучасності і вимогам революційного театру, у котрий намагались перетворити Великий Драматичний театр. Божевілля перетворень і несамовите прагнення відсахнутися від усього старого заради малозрозумілого нового призвело до появи диявольські викривленого новояза, так, назву театру перетворили на Больтрамт (зі спогадів Олександра Бенуа).
Ні запровадження нового, ні залучення видатних сценографів, ні швидке божевілля перетворень не врятувало театр від випробувань. Заклад не став театром «великих сліз і великого сміху» (до чого закликав Олександр Блок). Вже 1921 року більшовицьку Росію покинули Максим Горький та акторка і комісар Андрєєва. На початку серпня 1921 р. помер Олександр Блок, що зловживав алкоголем. Театр покинули актор Ю.Юрьєв і художник М.Добужинський. Наприкінці 1923 року театр покинув Бенуа Олександр Миколайович. У 1926 році Бенуа взагалі залишив СРСР, не повернувшись із закордонного відрядження. На працю у театр прийшли нові люди, але заміни були нерівнозначні і нові особи не замінили тих, хто відійшов від театру.
За висновками Піотровського А. І. прагнення до нового характеру вистави «великої, абстрактної, узагальненої та монументальної» в той період, головувало у специфіці ВДТ, формувало як його вдалі, так і невдалі роботи

## Сталінські репресії і важкий період театру
У період 1929—1935 рр. головним режисером театру призначили Тверського Костянтина Костянтиновича (справжнє прізвище Кузьмін-Караваєв 1890—1937). Тверськой був виучеником і послідовником Всеволода Мейєрхольда. За спогадами Бориса Алперса — 
| «Студія (Мейєрхольда) менш за все була акторською школою. За єдиним випадком вона не дала театру скільки-небудь значущих акторів. Зате вона створила цілу режисерську школу. Із неї вийшла низка режисерів, що успішно працювала і працює нині в професійному театрі [3]» |
За часів режисера К. К. Тверського театр почав відходити від умовностей надто романтичного театру, хоча в репертуар увійшли радянські п'єси. Серед класичних вистав була позначена лише п'єса «Прибуткове місце» Островського. Стабільний період праці театру був недовгим через черговий період репресій у СРСР. Костянтина Тверського спочатку звільнили і вислали з міста Ленінград, а потім розстріляли 1937 року.
Наступний період у театрі працювала низка головних режисерів з надто коротким терміном праці і через політичну нестабільність у СРСР, і через початок війни 1941—1945 рр. Серед них працювали — * 1938—1940 — Борис Бабочкін (1904—1875)
- 1940—1946 — Лев Сергійович Рудник ()
- 1946—1950 — Наталя Рашевська (1893—1962)
- 1950—1952 — Іван Семенович Єфремов (1898—1959)
- 1954—1955 — Костянтин Павлович Хохлов (1885—1956).

Нестабільність не сприяла ні творчій праці, ні популярності самого театра.
Театр у роки війни був евакуйований у місто Кіров (В'ятка). З лютого 1943 року колективу дозволили повернутися у місто, але актори працювали у концертних фронтових бригадах у [Шпиталь[|шпиталях]] та на Ленінградському фронті.
Божевілля змін головних режисерів продовжилось і у період 1949—1955 років. Театр не виконував фінансовий план і йому як закладу загрожувала ліквідація.

## Театр доби Товстоногова
Товстоногов був призначений на посаду театрального режисера у ВДТ у Ленінграді у лютому 1956 року. Театр перебував у занепаді і втрачав глядачів. Перед Товстоноговим стояло одразу декілька складних завдань: зломити спротив тодішньої трупи, завоювати підтримку у самому театрі і майстерними засобами зробити театр популярним. Йому надали права скоротити штат акторів і він використав це право. Жах бути скороченим і залишитися без роботи спрацював, трупа почала рахуватися з новим керівником. Відбулося декілька нарад і режисер пояснював власні вимоги.
Аби привабити глядачів, Товстоногов почав ставити комедії («Шестой этаж» А. Жері, «Когда цветёт акация» Н. Винникова, «Безымянная звезда» М. Себастіану…) На комедії пішов глядач, засіб спрацював, стан справ у театрі пожвавився. Але у режисера був інший намір і ця стратегія почала реалізовуватися. 1957 року на російську переклали п'єсу «Лисиця і виноград» бразильського драматурга Гільєрме Фігейредо (1915—1997), котру ще не знали у театрах. Товстоногова привабила і давньогрецька тематика, і монологи головного персонажа (байкаря Езопа), і ясна мета п'єси — осуд рабства, прагнення свободи, здатність іти на жертви заради неї.
Перший показ нової вистави відбувся 23 березня 1957 року. Вистава з її афористичною мовою і філософським забарвленням (неглибоким, але зрозумілим для більшості) стала явищем у театральному житті Ленінграда. Трохи пізніше виставу «Езоп» (такою була її назва у театрі) навіть вважали одним із символів хрущовської відлиги. Водночас це започаткувало появу феномена «театру Товстоногова»

## Театр імені Товстоногова
Георгій Товстоногов часто ставив вистави, де головувала тема про скороминущість і кінечність людського життя. Це мимоволі приводило до проблеми — хто буде спадкоємцем-режисером і кому все заповідати. Дивним чином сам Товстоногов не готував і не приготував власного спадкоємця у театрі. Що стояло за цим — невідомо.
Товстоногов помер 23 травня 1989 року у Ленінграді на 73-у році життя. 1992 року колишній ВДТ імені Горького було перейменовано на ВДТ імені Товстоногова.

## Трупа театру
- Кирило Юрійович Лавров
- Євген Сидіхін
- Карина Разумовська
- Аліса Фрейндліх
- Катерина Гороховська
- Лариса Мальована
- Андрій Носков
- Леонід Нєвєдомський

## Галерея

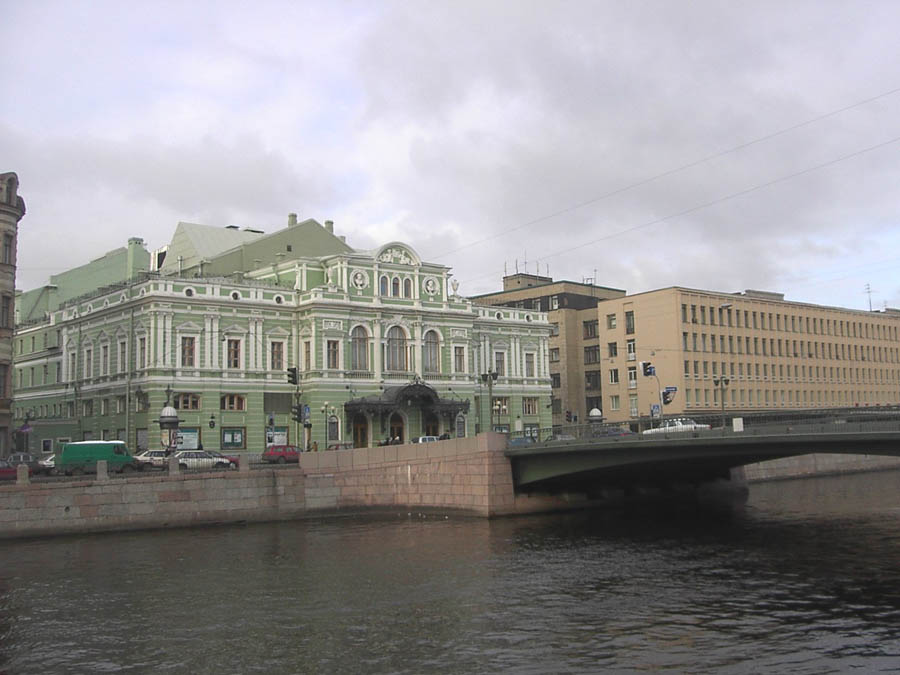
Головний фасад театру від річки Фонтанка
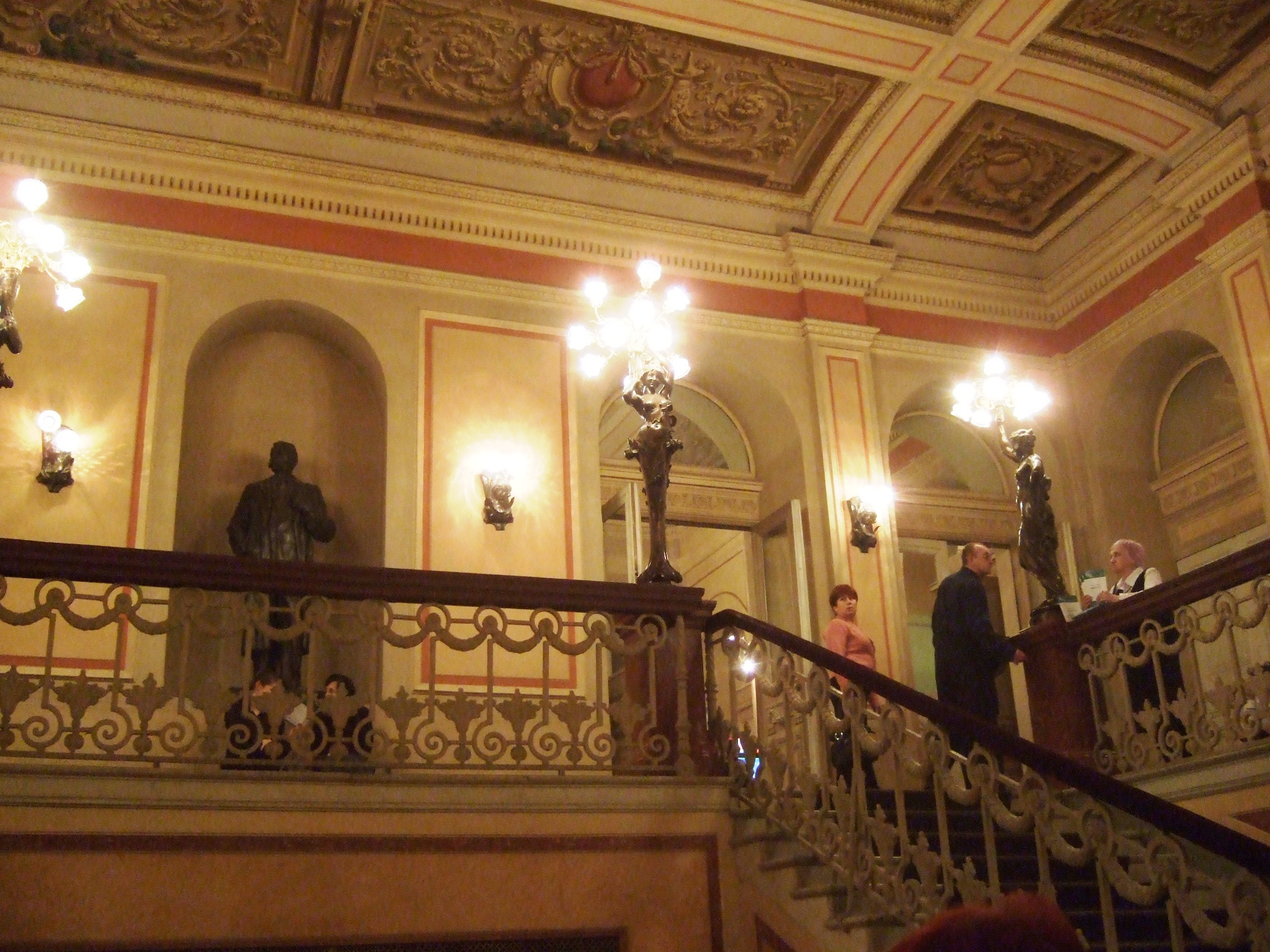
Фоє
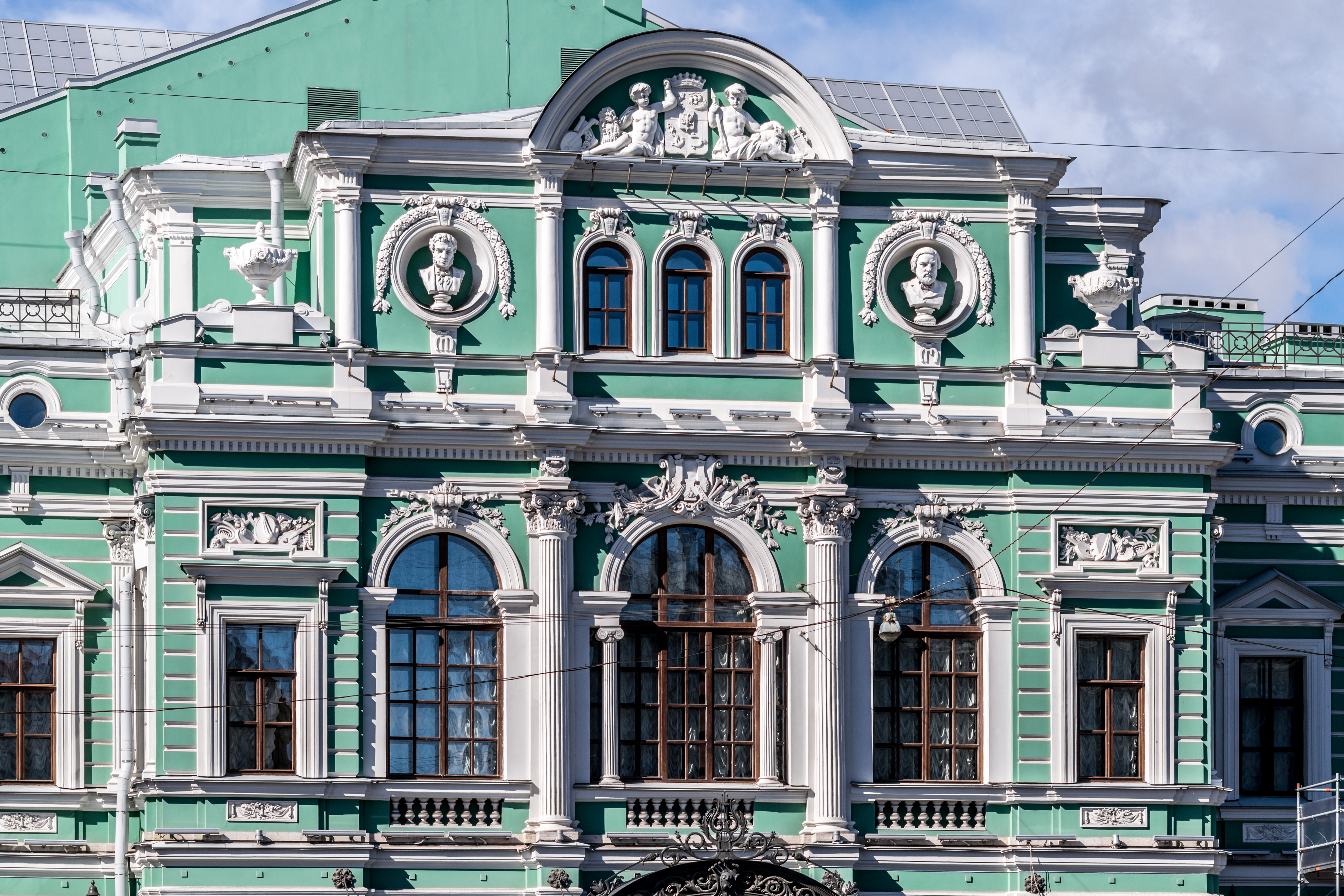
Ліплений декор на головному фасаді театру
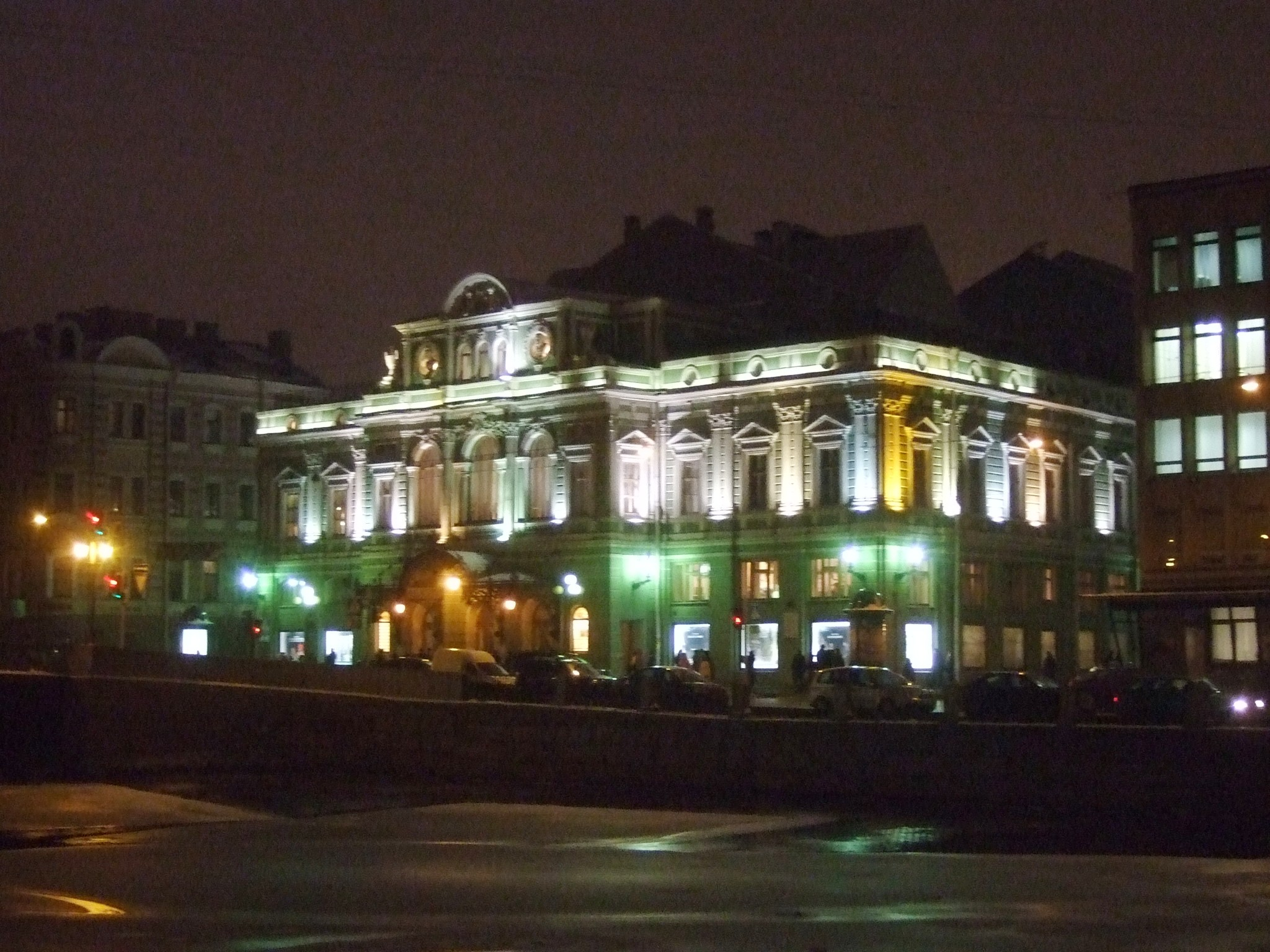
Підсвітка театру вночі
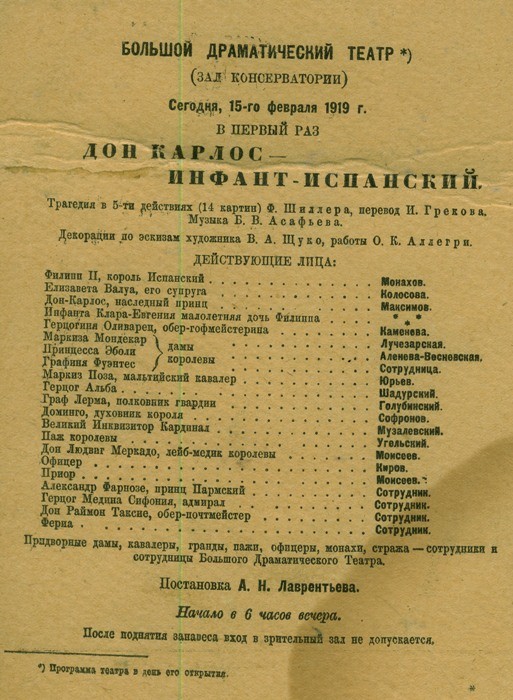
ВДТ. Афіша вистави «Дон Карлос», 1919 рік
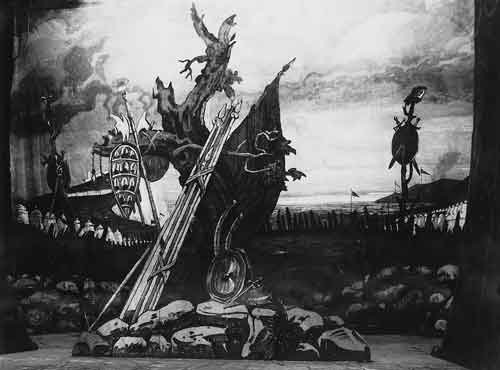
Худ. М.В. Добужинський. Декорація до вистави «Король Лір» В.Шекспіра. ВДТ, 1920 р.
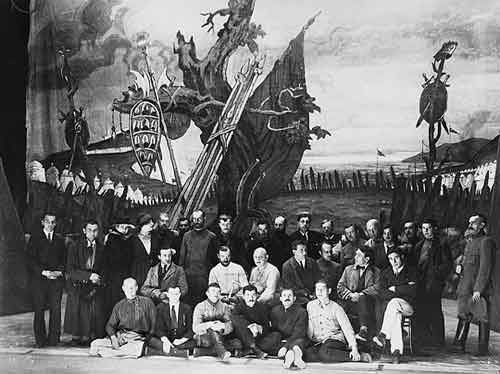
ВДТ. Фото М. Добужинського із колективом театру перед декорацією до вистави «Король Лір», 1920 р.
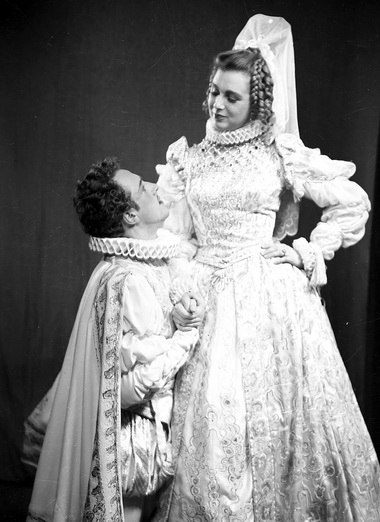
ВДТ.  Сцена з вистави «Девушка с кувшином». Н. Ольхіна (Донья Марія), В. Стржельчик (Дон Хуан). 1949 р.

## Сценографи, що працювали в театрі
- Бенуа Олександр Миколайович (1870—1960)
- Добужинський Мстислав Валеріанович (1875—1957)
- Лансере Євген Євгенович (1875—1946)
- Кустодієв Борис Михайлович (1878—1927)
- Щуко Володимир Олексійович (1878—1939)